# Пуруандиро (муниципалитет)
Пуруандиро (исп. Puruándiro) — муниципалитет в Мексике, входит в штат Мичоакан. Население — 64 590 человек.